# Australian Championships 1959
Turniej tenisowy Australian Championships, dziś znany jako wielkoszlemowy Australian Open, rozegrano w 1959 roku w Adelaide w dniach 16 − 26 stycznia.

## Zwycięzcy

### Gra pojedyncza mężczyzn
- Alex Olmedo (USA) - Neale Fraser (AUS) 6:1, 6:2, 3:6, 6:3

### Gra pojedyncza kobiet
- Mary Carter Reitano (AUS) - Renee Schuurman Haygarth (RSA) 6:2, 6:3

### Gra podwójna mężczyzn
- Rod Laver (AUS)/Robert Mark (AUS) - Don Candy (AUS)/Bob Howe (AUS) 9:7, 6:4, 6:2

### Gra podwójna kobiet
- Renee Schuurman Haygarth (RSA)/Sandra Reynolds Price (RSA) - Lorraine Coghlan (AUS)/Mary Carter Reitano (AUS) 7:5, 6:4

### Gra mieszana
- Sandra Reynolds Price (RSA)/Bob Mark (AUS) - Renee Schuurman Haygarth (RSA)/Rod Laver (AUS) 4:6, 13:11, 6:1